# Fernando de Rosa Torner
Fernando de Rosa Torner (Valencia, 16 de diciembre de 1959) es un magistrado español y político del Partido Popular, presidente de la Audiencia Provincial de Valencia desde 2015. Secretario Autonómico de Justicia en la Generalidad Valenciana entre 2003 y 2007, y Conseller de Justicia y Administraciones Públicas en el Gobierno de Francisco Camps entre 2007 y 2008, año en el que pasa a ser vicepresidente del Consejo General del Poder Judicial (CGPJ) a propuesta del Partido Popular y manteniéndose en este puesto hasta el año 2014. En 2012 ocupó de forma interina la presidencia CGPJ, desde la dimisión de Carlos Dívar hasta el nombramiento de Gonzalo Moliner Tamborero.[cita requerida]

## Biografía
Licenciado en Derecho por la Universidad de Valencia, especialista en derecho privado.

Ingresó en la judicatura en 1984, tras años de preparación con el entonces presidente del Tribunal Superior de Justicia de la Comunidad Valenciana, Juan Luis de la Rúa, y sus destinos fueron en la provincia de Valencia. En 1989 accede a magistrado en el partido judicial de Castellón. Es Magistrado Juez Decano de los Juzgados de Valencia desde 1998 hasta 2003.

Pertenece al Partido Popular desde su fundación, habiendo sido miembro de Alianza Popular en sus años de estudiante de Derecho. 
Ocupó la Secretaría Autonómica de Justicia de la Generalidad Valenciana desde 2003 hasta 2007, etapa del gobierno de Francisco Camps (Partido Popular).
Entre junio de 2007 y septiembre de 2008 fue Conseller de Justicia y Administraciones Públicas también bajo el mandato de Camps.

En septiembre de 2008 pasa a ser vicepresidente del Consejo General del Poder Judicial (CGPJ) a propuesta del Partido Popular, y el 21 de septiembre de 2012 se convierte en presidente en funciones del CGPJ, tras la dimisión de Carlos Dívar provocada por el escándalo de los "fines de semana caribeños".
El 12 de mayo de 2015 tomó posesión de la Presidencia de la Audiencia Provincial de Valencia, elegido por 16 de los 21 integrantes del órgano de gobierno de los jueces.

## Papel como decano de Jueces de Valencia

### Promotor de los puntos de encuentro familiares de Valencia
Promotor de la iniciativa llevada a cabo desde el Decanato de los Juzgados para de dotar a la ciudad de Valencia de un punto de encuentro familiar que será el primero de España con gestión compartida entre la administración municipal, autonómica, los colegios profesionales de abogados, psicólogos y trabajadores sociales, así como con la colaboración directa de los jueces de familia.

"... El divorcio, como toda ruptura, supone una crisis que hay que afrontar y superar, mediante una obligación de cambio; es necesario que cada individuo contribuya a conservar la estructura triangular que toda familia conlleva (padre, madre e hijos) y para ello debe entenderse claramente que la relación desaparecida es la existente entre los cónyuges, quedando la función parental: es decir nunca puede provocarse la desaparición de la figura del padre-madre-hijo, ya que se estaría atentando contra la propia esencia del hombre. Cuando alguno de los miembros confunde que la separación de la pareja implica la separación entre padres e hijos, ha de saber que esta perjudicándose a estos últimos ya que se está condenando a los menores a crecer sin referencia de ambos progenitores, lo cual va a suponer una carga emocional de consecuencias impredecibles

La existencia de este punto de encuentro familiar de Valencia ha de ser el modelo a seguir por parte del resto de partidos judiciales de nuestra comunidad, para garantizar que el cumplimiento del régimen de visitas derivadas de los conflictos familiares no va a convertir en víctimas fundamentalmente a los menores; por tanto los mismos van a suponer unas garantías cuando existe un verdadero entendimiento entre la administración, los profesionales y la justicia, ésta funciona de verdad..."
FERNANDO DE ROSA TORNER
DECANO DE LOS JUECES DE VALENCIA

## Papel como Secretario Autonómico de Justicia en la Generalidad Valenciana

### Polémica por la propuesta de una comisión para vigilar las actuaciones del fiscal jefe del TSJ de Valencia
Durante su último año como Secretario Autonómico de Justicia en la Generalidad Valenciana, en 2006, De Rosa propuso someter a Ricard Cabedo, fiscal jefe del Tribunal Superior de Justicia de Valencia a una comisión por entender que estaba llevando a cabo una persecución contra alcaldes del Partido Popular por delitos de corrupción relacionados con el ladrillo. De Rosa impulsó la constitución de un grupo integrado por exfiscales y exmagistrados en el seno del Partido Popular encargado de vigilar la legalidad de las decisiones del fiscal jefe del TSJ valenciano. De Rosa llegó a arrojar sobre Cabedo la sospecha de parcialidad por su matrimonio con la diputada del Partido Socialista Juana Serna, razón suficiente para que no ocupara el cargo.

## Papel como vicepresidente del Consejo General del Poder Judicial
Vicepresidente del Consejo General del Poder Judicial cuyos miembros fueron elegidos por mayoría de tres quintos en los plenos del Congreso y el Senado en los días 16 y 17 de septiembre de 2008.
Fue uno de los más criticados desde el sector progresista al haber sido un miembro activo en el Partido Popular (y en la anterior Alianza Popular) y al haber pertenecido a un gobierno autonómico, aunque en sus primeras manifestaciones ha defendido su imparcialidad e independencia. Al dejar la actividad judicial para entrar en política dijo: “Desde que decidí apoyar al PP, pedí la excedencia. Cuando lo deje, volveré a ponerme la toga y no tendré manifestación política”. También estuvo a cargo de la Comisión de Modernización e Informática, creada en el pleno de 30 de septiembre de 2008.
El 8 de enero de 2014 cesó como vicepresidente del Consejo General del Poder Judicial, siendo el último vicepresidente del Consejo tras ser creada la figura de vicepresidente del Tribunal Supremo, que la asumió Ángel Juanes Peces.

### Caso Garzón
En marzo de 2010 Fernando de Rosa Torner, junto a la conservadora Gemma Gallego Sánchez y la progresista Margarita Robles, fueron recusados como vocales por el magistrado de la Audiencia Nacional Baltasar Garzón, que solicitó a la Sala Penal del Tribunal Supremo de España que lo mantuviera en su puesto, por ser  los tres vocales que más animadversión habían mostrado contra él. La recusación de De Rosa se basó en su relación de amistad con el presidente valenciano, Francisco Camps.
| Predecesor: Miguel Peralta Viñés     | Consejero de Justicia y Administraciones Públicas de la Generalidad Valenciana 2007-2008 | Sucesor: Paula Sánchez de León                                                   |
| Predecesor: Fernando Salinas Molina  | Vicepresidente del Consejo General del Poder Judicial 2008-2014                          | Sucesor: Cargo suprimido (Ángel Juanes como Vicepresidente del Tribunal Supremo) |
| Predecesor: José Carlos Dívar Blanco | Presidente en funciones del Consejo General del Poder Judicial 2012                      | Sucesor: Gonzalo Moliner Tamborero                                               |